# Friendly (Virginia Occidental)
Friendly es un pueblo ubicado en el condado de Tyler en el estado estadounidense de Virginia Occidental. En el censo de 2010 tenía una población de 132 habitantes y una densidad poblacional de 542,19 personas por km².

## Geografía
Friendly se encuentra ubicado en las coordenadas 39°30′49″N 81°3′43″O / 39.51361, -81.06194. Según la Oficina del Censo de los Estados Unidos, Friendly tiene una superficie total de 0.24 km², de la cual 0.24 km² corresponden a tierra firme y (0%) 0 km² es agua.

## Demografía
Según el censo de 2010, había 132 personas residiendo en Friendly. La densidad de población era de 542,19 hab./km². De los 132 habitantes, Friendly estaba compuesto por el 100% blancos, el 0% eran afroamericanos, el 0% eran amerindios, el 0% eran asiáticos, el 0% eran isleños del Pacífico, el 0% eran de otras razas y el 0% pertenecían a dos o más razas. Del total de la población el 0% eran hispanos o latinos de cualquier raza.